# Gulyás László (költő)
Gulyás László (horvátul: Ladislav Gujaš) (Szigetvár, 1960 –) magyarországi horvát költő.

## Életrajza
A budapesti Horvát–szerb Gimnáziumban tett érettségit, majd az Újvidéki Testnevelési és Sportegyetemen tanult tovább egy fél évig, utána a Pécsi Tanárképző Főiskolára ment át. Budapesten szerezte diplomáját horvát szakon. Ezután a tótszerdahelyi általános iskolában tanított. 1993 és 2005 között a Hrvatski glasnik (magyarországi horvátok hetilapja) főszerkesztője volt, 2005 és 2009 között pedig a Magyarországi Horvátok Képzési és Üdülési Központjának igazgatója. Tagja a Magyarországi Horvát Irodalmárok Körének.

## Műve
- Dodir vremena (Az idő érintése) (1992).

## Külső hivatkozások
- Oktatási és Kulturális Minisztérium Archiválva 2010. június 1-i dátummal a Wayback Machine-ben Okvirni program hrv. jezika i književnosti za dvojezične škole - Djelatnost suvremenih književnika